# 時間領域電磁探査法
時間領域電磁探査法（じかんりょういきでんじたんさほう，Transient electromagnetic method，以下TEM法と略す）は、物理探査手法の一つであり、ループ状の電流送信を行い、その応答として観測される磁場成分から地下構造を推定する電磁探査手法の一種である。

## 概要
本手法は、Time-domain electromagentic method (TDEM法)と呼ばれることもある。TEM法は地下浅部の探査に適しており、地表数十m程度の深さを調査することができる。そのため、地下水調査、不発弾調査などの地表浅部に存在する比抵抗異常を調査する場合に用いられることが多い。本手法は陸上だけでなく、海底においても用いられる。